# 山丹県
山丹県（さんたん-けん）は中華人民共和国甘粛省張掖市に位置する県。県人民政府の所在地は清泉鎮。

## 地理
山丹県は東は永昌県、西は民楽県、南は青海省、北は内モンゴル自治区アルシャー右旗、東南は粛南ユグル族自治県、西北は甘州区に隣接する。

## 観光地
当地には、天然の博物館と言われるほど古い時代の万里の長城が奇麗な形で残っている。特に明の時代の長城は保存状態がよい。漢の時代に作られた長城も、明時代のものと並行してある。

## 行政区画
6鎮、2郷を管轄：
- 鎮：清泉鎮、位奇鎮、霍城鎮、陳戸鎮、大馬営鎮、東楽鎮
- 郷：老軍郷、李橋郷